# Cofradía de Nuestra Señora de la Soledad (Logroño)
La Cofradía de Nuestra Señora La Virgen de la Soledad es una hermandad religiosa o cofradía fundada el 7 de marzo de 1965, con sede en la Concatedral de Santa María de la Redonda, en la ciudad de Logroño (España).
Procesiona durante la Semana Santa logroñesa, en la procesión del Encuentro celebrada la noche del Miércoles Santo y en el Santo Entierro celebrado el Viernes Santo. 

## Historia
La actual cofradía de Ntra. Sra. La Virgen de la Soledad se constituye como cofradía independiente el 7 de marzo de 1965, dentro de la Hermandad de la Pasión y el Santo Entierro de Logroño. Inicialmente se funda por los 14 portadores que poseía el paso de la Soledad y que hasta entonces pertenecían a la Hermandad. Ese mismo año se incorporan más cofrades, hasta llegar a los 57 miembros el año de su fundación.
Los estatutos de la cofradía se publican el 20 de marzo de 1969, quedando erigida canónicamente.
Esta cofradía no debe confundirse con la Cofradía de Ntra. Sra. de la Soledad y la Santa Cruz en Jerusalén, que tenía su sede canónica en el Convento de la Merced entre los siglos XVI y XIX.

## Pasos procesionales
La cofradía de la Soledad tiene dos pasos titulares:

### Nuestra Señora la Virgen de la Soledad

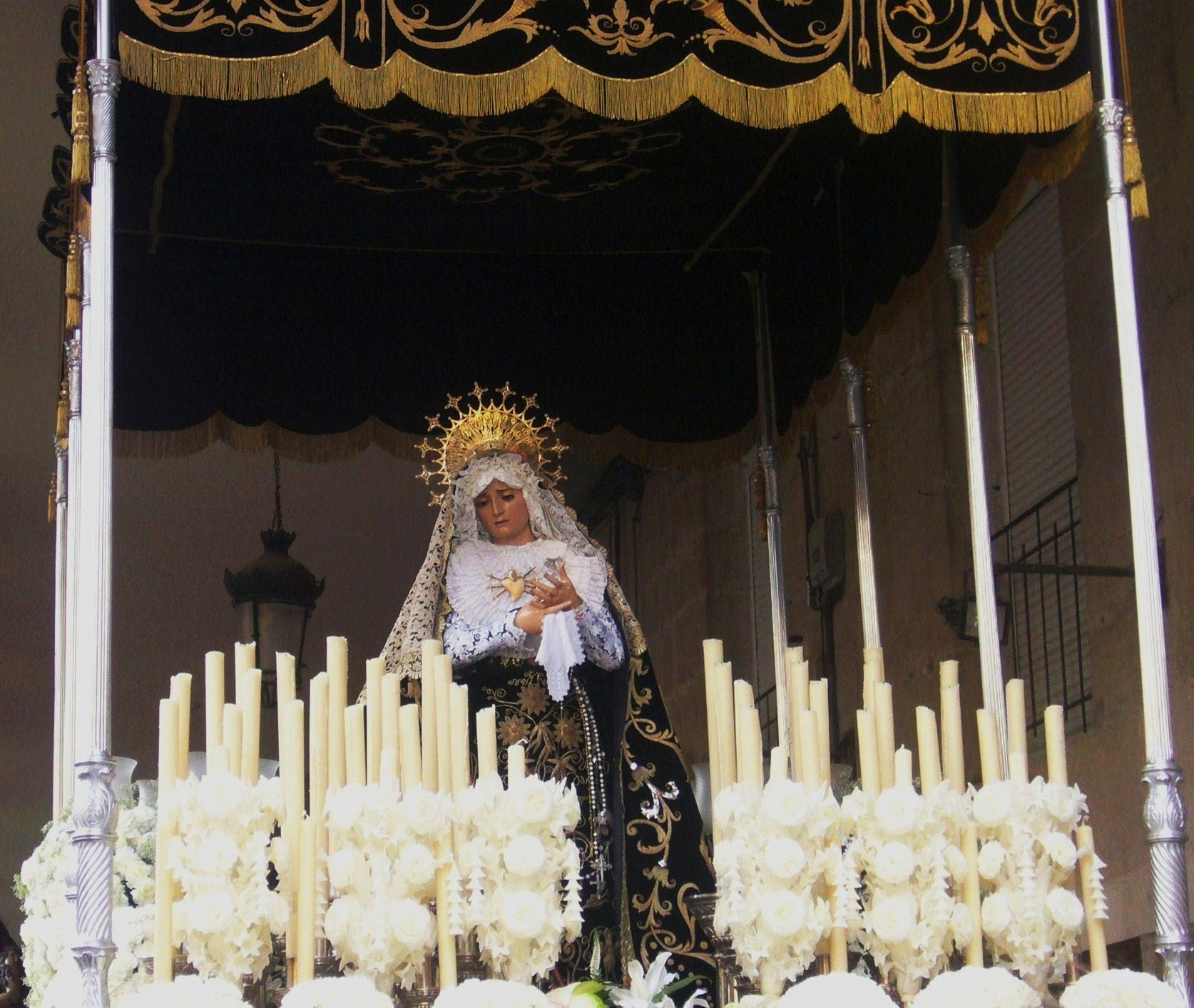
Imagen de la Virgen de la Soledad.

La imagen representa el doloroso sentimiento de la Virgen tras la muerte de su hijo. La talla es de autor desconocido, probablemente de la escuela sevillana barroca de finales del siglo XVII. Fue donada por Don Gabriel de Unsain, Capitán de los Tercios, en 1694 a la Iglesia Colegial de Santa María de La Redonda.
La Virgen de la Soledad es una imagen de vestir que solo tiene talladas las manos y la cara. El manto de La Virgen de la Soledad es por su valor artístico y material, así como por sus dimensiones, uno de los elementos más valiosos del paso procesional. Tiene unas dimensiones de 4 metros de ancho por 5 de largo. Está diseñado por Francisco Rodríguez Garrido, y ejecutado con terciopelo negro de Lyon, bordado en oro por las Madres Adoratrices de Logroño y sufragado popularmente por los logroñeses. Posee tres kilos de oro, lentejuelas del mismo metal y bellísimos encajes. Se estrenó el 6 de marzo de 1949. El delantal es de terciopelo negro y está bordado a juego con el manto.
El paso procesional se remata mediante un palio de ocho varales y dosel, realizado por las M.M. Adoratrices en 1962.
Sale el Viernes Santo en la "Procesión del Santo Entierro" organizada por la Hermandad de la Pasión y el Santo Entierro de Logroño.

### La Virgen Dolorosa
La imagen representa a la Virgen sola, con el rostro destrozado por el dolor ante la pasión de su hijo.
Fue realizada en 1971 por el taller de arte sacro de los señores Navarro de Zaragoza. 
Procesiona desde el año 1972 en la "Procesión del Encuentro" del Miércoles Santo.

## Vestimenta
El hábito de la cofradía no ha variado desde la Semana Santa de 1966, y por tanto es el que se viste actualmente. La cofradía viste túnica negra, capuz y guantes blancos, medalla, cíngulo de cordoncillo dorado y en algunas secciones capa blanca.

## Curiosidades
Hay una antigua tradición en la ciudad que dice que el día de Viernes Santo la Virgen de la Soledad es la alcaldesa de Logroño.
La banda de cornetas y tambores se fundó en 1992.
Bajo el manto hay cosidos pequeños papeles con peticiones y oraciones por las mujeres de Logroño.